# Noguera (ort i Spanien)
Noguera är en ort i Spanien.   Den ligger i provinsen Provincia de Teruel och regionen Aragonien, i den centrala delen av landet, 180 km öster om huvudstaden Madrid. Noguera ligger 1 395 meter över havet och antalet invånare är 160.
Terrängen runt Noguera är huvudsakligen lite kuperad. Noguera ligger nere i en dal. Runt Noguera är det mycket glesbefolkat, med 4 invånare per kvadratkilometer. Närmaste större samhälle är Orihuela del Tremedal, 11,0 km norr om Noguera. 